# Lana Del Rey
Elizabeth Woolridge Grant (Nueva York, 21 de junio de 1985),conocida artísticamente como Lana Del Rey, es una cantante, compositora, modelo, actriz, escritora, productora y poetisa estadounidense.  
Su música se distingue por su calidad cinematográfica, su estilo retro y su exploración del romance trágico, el glamur y la melancolía. Con frecuentes referencias a la cultura pop contemporánea y a la época dorada de los años 1950 y 1960 en Estados Unidos. La revista estadounidense Rolling Stone incluyó a Del Rey en su lista de los 200 mejores cantantes de todos los tiempos en 2023, mientras que su edición británica la distinguió como la mejor compositora estadounidense del siglo XXI en el mismo año. Además, la revista Time la destacó como una de las 100 personas más influyentes del mundo en 2012.
Criada en el norte del estado de Nueva York, comenzó a actuar en clubes de la ciudad de Nueva York a los 18 años y firmó su primer contrato discográfico cuando tenía 20 con 5 Points Records. En enero de 2010, lanzó su álbum de estudio debut Lana Del Ray. Después del fracaso de aquel proyecto, el avance de Lana Del Rey en la industria se produjo tras el éxito viral de su sencillo debut «Video Games» en 2011. Ella firmó entonces con Interscope y Polydor Records más tarde ese año. Su segundo álbum de estudio, Born to Die (2012), demostró ser un éxito internacional y el sencillo del disco, «Summertime Sadness», quedó entre los diez primeros en el Billboard Hot 100 de Estados Unidos, así como los sencillos «Blue Jeans», «Born to Die» y «National Anthem». Lana Del Rey luego lanzó el EP nominado al Grammy Paradise en 2012. Al año siguiente, la cantante compuso para el cine mientras escribía y protagonizaba su cortometraje musical Tropico; lanzando así «Young and Beautiful» como el sencillo principal para la película The Great Gatsby (2013).
En 2014, Lana Del Rey lanzó su tercer álbum de estudio, Ultraviolence, que presentó un mayor uso de la instrumentación impulsada por la guitarra y debutó en la cima del Billboard 200 de Estados Unidos. A finales de diciembre de ese mismo año, contribuyó en la banda sonora de la película Big Eyes, lo que le produjo nominaciones a los Premios Grammy y a los Premios Globos de Oro. Su cuarto y quinto álbum, Honeymoon (2015) y Lust for Life (2017), vieron un regreso al estilo tradiciones de sus lanzamientos anteriores, el último de los cuales contiene colaboraciones con The Weeknd, ASAP Rocky, Sean Lennon, y Stevie Nicks, y fue nominada al Premio Grammy al mejor álbum de pop vocal. Lana Del Rey colaboró con Ariana Grande y Miley Cyrus en «Don't Call Me Angel» para la comedia de acción Charlie's Angels (2019), que alcanzó el puesto número 13 en los Billboard Hot 100. El 30 de agosto de 2019, Lana Del Rey lanzó su álbum Norman Fucking Rockwell!, el cual recibió una gran aclamación de la crítica y dos nominaciones a los Premios Grammy, incluida la canción y el álbum del año. En 2020, Lana Del Rey debutó como poetisa con su primer poemario, Violet Bent Backwards over the Grass, al igual que con un audiolibro homónimo en donde narra cada uno de los poemas del mismo. Sus siguientes álbumes de estudio, Chemtrails over the Country Club y Blue Banisters, siguieron en 2021. Lana Del Rey colaboró con Taylor Swift en «Snow on the Beach» para el décimo álbum de estudio de Swift, Midnights (2022), que alcanzó el puesto número cuatro en el Billboard Hot 100 de Estados Unidos, convirtiéndose en la canción más alta de Del Rey en la lista. El noveno álbum de estudio de Lana Del Rey, Did You Know That There's a Tunnel Under Ocean Blvd, se lanzó más tarde en 2023.
Según Universal Music Group, para 2023, Lana Del Rey ha vendido más de 41 millones de álbumes y ha obtenido más de 58 mil millones de reproducciones en todo el mundo. Ha recibido varios galardones, incluidos tres Premios Brit (incluyendo un Brit Billion), dos Premios Ivor Novello dos MTV Europe Music Awards, un Premio Satellite y 10 Premios GAFFA, además de nominaciones a once Premios Grammy y un Globo de Oro. Variety la honró en sus Hitmakers Awards por ser «una de las cantautoras más influyentes del siglo XXI».

## Biografía

### 1985-2003: Primeros años
Elizabeth Woolridge Grant nació el 21 de junio de 1985 en Manhattan, ciudad de Nueva York, hija de Robert England Grant Jr., redactor publicitario de Grey Group, y Patricia Ann «Pat» (de soltera Hill), ejecutiva de cuentas en Grey Group. Tiene dos hermanos, Caroline «Chuck» Grant, que es hermana mayor y Charlie Grant, que es hermano menor. Fue criada como católica y es de ascendencia escocesa. Sus antepasados eran de Lanarkshire. Cuando tenía un año, la familia se mudó a Lake Placid, Nueva York. En Lake Placid, su padre trabajó para una empresa de muebles antes de convertirse en un inversionista de dominio empresarial; su madre trabajó como maestra de escuela. Allí, asistió a la escuela St. Agnes en sus años de primaria y comenzó a cantar en el coro de su iglesia, donde era cantora.
Asistió a la escuela secundaria donde su madre enseñó durante un año, pero cuando tenía entre 14 y 15 años sus padres la enviaron a Kent School, un internado privado en Connecticut debido a su problema con el alcoholismo. según confesó en una entrevista con GQ.» Grant compartió en una entrevista: «Esa es realmente la razón por la que me enviaron a un internado a los 14 años: para estar sobria». Su tío, un oficial de admisiones en la escuela, brindó ayuda financiera para enviarla. Según Grant, tuvo problemas para hacer amigos durante gran parte de su adolescencia y sus primeros años de adultez. Ella ha dicho que estuvo preocupada por la muerte desde una edad temprana y su papel en sus sentimientos de ansiedad y alienación:

«Cuando era muy joven, me sorprendió el hecho de que mi madre, mi padre y todos los que conocía iban a morir algún día, y yo también. Tuve una especie de crisis filosófica. No podía creer que fuéramos mortales. Por alguna razón, ese conocimiento eclipsó mi experiencia. Fui infeliz durante algún tiempo. Me metí en muchos problemas. Solía beber mucho. Ese fue un momento difícil en mi vida».

En el verano de 2001, cuando era alumna del Choate Rosemary Hall, un colegio privado de Connecticut que enviaba a sus alumnos a España para aprender español, cumplió 16 años en el avión dirección a Santander, donde permaneció varios meses.
Después de graduarse de la Kent School, pasó un año viviendo en Long Island con su tía y su tío y trabajando como camareros. Durante este tiempo, el tío de Grant le enseñó a tocar la guitarra y ella «se dio cuenta de que probablemente podría escribir un millón de canciones con esos seis acordes». Poco después, comenzó a escribir canciones y actuar en clubes nocturnos de la ciudad bajo varios nombres como «Sparkle Jump Rope Queen» y «Lizzy Grant and the Phenomena». «Siempre estaba cantando, pero no planeaba seguirlo en serio», dijo. «Cuando llegué a la ciudad de Nueva York cuando tenía 18 años, comencé a tocar en clubes de Brooklyn. Tengo buenos amigos y fanáticos devotos en la escena clandestina, pero en ese momento tocábamos el uno para el otro, y eso fue todo».

### 2004-2010: Inicios de carrera y primeras grabaciones
En el otoño de 2004, a los 19 años, Grant se matriculó en la Universidad de Fordham en El Bronx, donde se especializó en filosofía, con énfasis en metafísica. Ha dicho que eligió estudiar el tema porque «cerraba la brecha entre Dios y la ciencia [...] Estaba interesada en Dios y en cómo la tecnología podría acercarnos a descubrir de dónde venimos y por qué». En primavera de 2005, cuando aún estaba en la universidad, Del Rey registró una reproducción extendida de siete pistas en la Oficina del Derecho de Autor de los Estados Unidos; el título de la aplicación era «Rock Me Stable» con otro título, «Young Like Me», también en la lista. Una segunda obra extendida, From the End, también fue grabada bajo el nombre artístico de Del Rey en ese momento, May Jailer. Entre 2005 y 2006, grabó un álbum acústico, Sirens, bajo el proyecto May Jailer, que se filtró en Internet a mediados de 2012.
En su primera actuación pública en 2006, para el Concurso de composición de canciones en vivo de Williamsburg, Del Rey conoció a Van Wilson, un representante de A&R de 5 Points Records, un sello independiente propiedad de David Nichtern. En 2007, cuando estaba en su último año en Fordham, envió una cinta de demostración de pistas acústicas, No Kung Fu, a 5 Points, que le ofreció un contrato de grabación por $10 000. Usó el dinero para mudarse a Manhattan Mobile Home Park, un parque de casas rodantes en North Bergen, Nueva Jersey, y comenzó a trabajar con el productor David Kahne. Nichtern recordó: «Nuestro plan era organizarlo todo y tener un disco para ir y ella estaría de gira justo después de graduarse de la universidad. Como muchos artistas, se transformó. Cuando llegó por primera vez a nosotros, estaba tocando pequeña guitarra acústica, [tenía] una especie de cabello rubio lacio, una joven muy linda. Un poco oscura, pero muy inteligente. Escuchamos eso. Pero ella siguió evolucionando muy rápidamente».

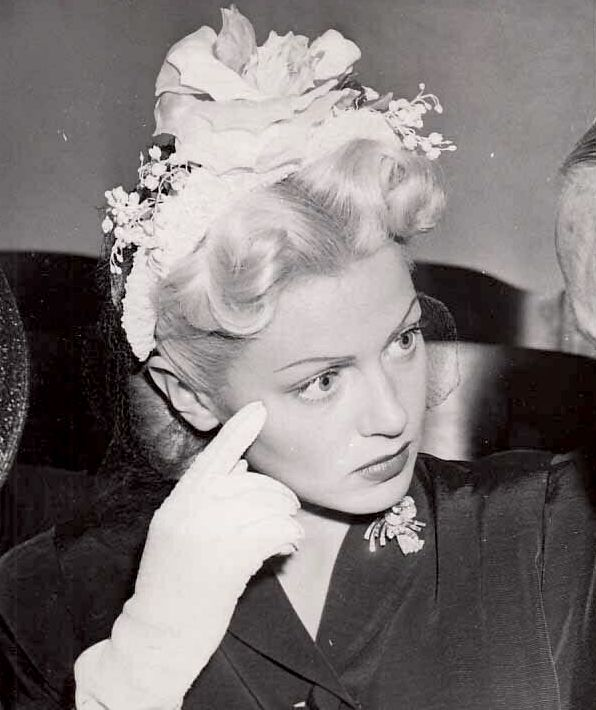
La actriz de cine Lana Turner (en la foto) inspiró el nombre artístico de Del Rey.

Del Rey se graduó de Fordham con una licenciatura en filosofía en 2008, después de lo cual lanzó un EP de tres pistas, Kill Kill, como Lizzy Grant, con producción de Kahne. Ella explicó: «David pidió trabajar conmigo solo un día después de recibir mi demo. Es conocido como un productor con mucha integridad y que tenía interés en hacer música que no fuera solo pop». Mientras tanto, Del Rey estaba haciendo trabajo comunitario para personas sin hogar y drogadictos; se interesó en el trabajo de servicio comunitario en la universidad, cuando ayudó a pintar casas en una reserva india en Utah.
Sobre elegir un nombre artístico para su álbum debut, dijo: «Quería un nombre al que pudiera dar forma a la música. Iba mucho a Miami en ese momento, hablaba mucho español con mis amigos de Cuba: Lana Del Rey nos recordó el glamour de la playa. Sonaba maravilloso saliendo de la punta de la lengua». El nombre también se inspiró en la actriz Lana Turner y el sedán Ford Del Rey, producido y vendido en Brasil en la década de 1980. Inicialmente usó la ortografía alternativa Lana Del Ray, el nombre con el que se lanzó su álbum debut homónimo en enero de 2010. Su padre ayudó con la comercialización del álbum, que estuvo disponible para su compra en iTunes durante un breve período antes de ser retirado en abril de 2010. Kahne y Nichtern dijeron que Del Rey volvió a comprar los derechos de 5 Points, ya que quería sacarlo de circulación para «sofocar futuras oportunidades de distribuirlo, un eco de los rumores de que la acción era parte de una estrategia calculada».
Del Rey conoció a sus mánagers, Ben Mawson y Ed Millett, tres meses después del lanzamiento de Lana Del Ray, y la ayudaron a salir de su contrato con 5 Points Records, donde, en su opinión, «no pasaba nada». Poco después, se mudó a Londres y se mudó con Mawson «durante unos años». El 1 de septiembre de 2010, Mando Diao presentó a Del Rey en su concierto MTV Unplugged en Union Film-Studios en Berlín. El mismo año, actuó en un cortometraje, Poolside, que hizo con varios amigos.

### 2011-2013: Avance conBorn to DieyParadise

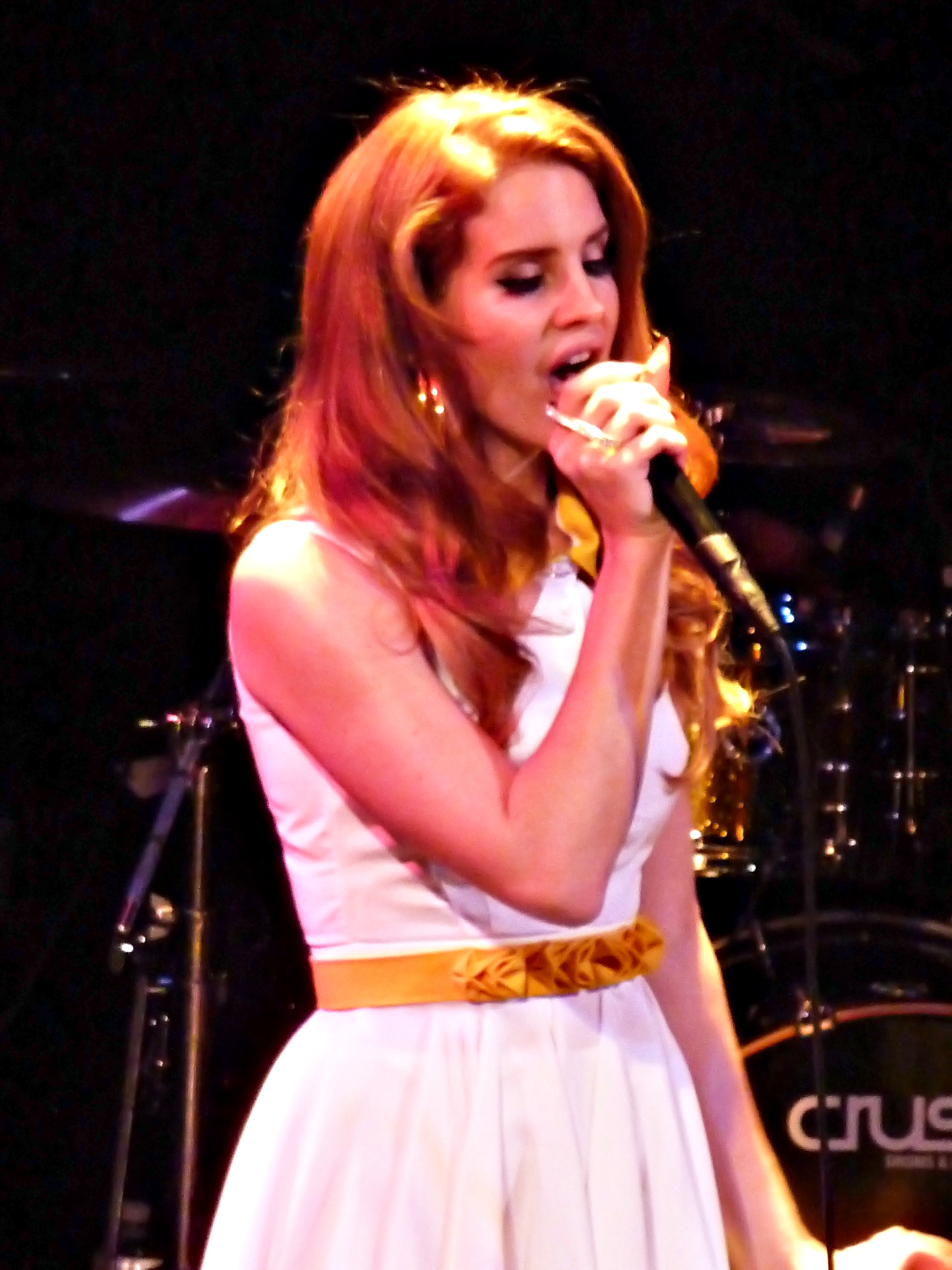
Del Rey cantando en el Bowery Ballroom en 2011.

En 2011, Del Rey subió videos musicales hechos por ella misma para sus canciones «Video Games» y «Blue Jeans» a YouTube, con imágenes antiguas intercaladas con tomas de ella cantando en su cámara web. El video musical de «Video Games» se convirtió en una sensación viral en Internet, lo que llevó a Del Rey a firmar con Stranger Records para lanzar la canción como su sencillo debut. Ella le dijo a The Observer: «Subí la canción [«Video Games»] a internet hace unos meses porque era mi favorita; para ser honesta, no iba a ser sencillo, pero la gente ha respondido muy bien a ella. Me pongo realmente triste y melancólica cuando interpretó esa canción, todavía lloro a veces cuando la canto». La canción le valió un premio Q por «Next Big Thing» en octubre de 2011 y un Ivor Novello por mejor canción contemporánea en 2012. En el mismo mes, firmó un contrato conjunto con Interscope Records y Polydor para lanzar su segundo álbum de estudio Born to Die. Comenzó a salir con el cantante escocés Barrie-James O'Neill ese mismo año. La pareja se separó en 2014 después de tres años juntos. Del Rey interpretó dos canciones del álbum en Saturday Night Live el 14 de enero de 2012 y recibió una respuesta negativa de varios críticos y el público en general, quienes consideraron que la actuación era irregular y vocalmente inestable. Anteriormente había defendido su lugar en el programa diciendo: «Soy una buena música [...] He estado cantando durante mucho tiempo, y creo que [el creador de SNL] Lorne Michaels sabe que [...] no es una decisión fortuita».
Born to Die fue lanzado en todo el mundo el 31 de enero de 2012, con éxito comercial, ubicándose en el número uno en 11 países y debutando en el número dos en la lista de álbumes Billboard 200 de Estados Unidos, aunque los críticos en ese momento estaban divididos. La misma semana, anunció que había recomprado los derechos de su álbum debut de 2010 y que tenía planes de relanzarlo en el verano de 2012 bajo Interscope Records y Polydor. Contrariamente al comunicado de prensa de Del Rey, su sello discográfico anterior y el productor David Kahne han declarado que compró los derechos del álbum cuando ella y el sello se separaron, debido a la oferta de un nuevo contrato, en abril de 2010. Born to Die vendió 3,4 millones de copias en 2012, lo que lo convierte en el quinto álbum más vendido de 2012. En los Estados Unidos, Born to Die se ubicó en el Billboard 200 hasta bien entrado 2012, permaneciendo en el número 76, después de 36 semanas en la lista.

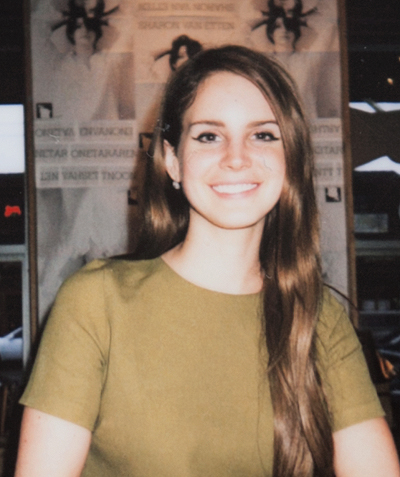
Del Rey promocionando Born to Die en Seattle en marzo de 2012.

En septiembre de 2012, Del Rey presentó el F-Type para Jaguar en el Salón del automóvil de París y luego grabó la canción «Burning Desire», que apareció en un cortometraje promocional del vehículo. Adrian Hallmark, director de marca global de Jaguar, explicó la elección de la empresa y dijo que Del Rey tenía «una combinación única de autenticidad y modernidad». A fines de septiembre de 2012, se lanzó un video musical para la versión de «Blue Velvet» de Del Rey como sencillo promocional para la campaña de otoño de H&M 2012, que Del Rey también modeló para publicidad impresa. El 25 de septiembre, Del Rey lanzó el sencillo «Ride» en promoción de su próximo EP, Paradise. Posteriormente, estrenó el video musical de «Ride» en el Aero Theatre de Santa Mónica, California, el 10 de octubre de 2012. Algunos críticos criticaron el video por ser supuestamente pro-prostitución y antifeminista, debido a la representación de Del Rey de una prostituta en una pandilla de motociclistas.
Paradise fue lanzado el 12 de noviembre de 2012 como un lanzamiento independiente, así como Born to Die: The Paradise Edition, que combinó el álbum anterior de Del Rey con las ocho pistas adicionales de Paradise. Paradise marcó el segundo álbum top 10 de Del Rey en los Estados Unidos, debutando en el número 10 en el Billboard 200 con 67.000 copias vendidas en su primera semana. Más tarde también fue nominada a Mejor álbum de pop vocal en la 56.ª edición de los Premios Grammy. Del Rey recibió varias nominaciones en los MTV Europe Music Awards de 2012 en noviembre y ganó el premio a Mejor intérprete alternativo. En los Premios Brit de febrero de 2013, ganó el premio a Artista solista femenina internacional, seguido de dos premios Echo, en las categorías de Mejor revelación internacional y Mejor artista internacional de pop/rock.

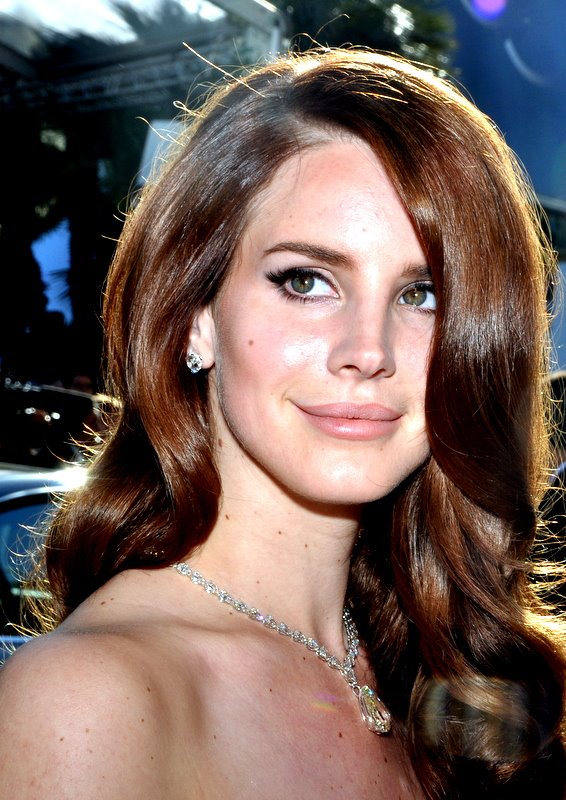
Del Rey asistiendo al Festival Internacional de Cine de Cannes de 2012.

Durante los siguientes meses, lanzó videos de dos versiones de canciones: una de «Chelsea Hotel #2» de Leonard Cohen, seguido de un dueto con su entonces novio, Barrie-James O'Neill, de Lee Hazlewood y Nancy Sinatra «Summer Wine». En mayo de 2013, Del Rey lanzó una canción original, «Young and Beautiful» para la banda sonora de la adaptación cinematográfica de 2013 de The Great Gatsby. Tras el lanzamiento de la canción, alcanzó el puesto 22 en el Billboard Hot 100. Sin embargo, poco después de su lanzamiento a la radio contemporánea, el sello lo retiró prematuramente y decidió enviar una canción diferente a la radio; el 2 de julio de 2013, se envió a la radio un remix de Cedric Gervais de «Summertime Sadness» de Del Rey; un éxito durmiente, la canción resultó ser un éxito comercial, superando a «Young and Beautiful», alcanzando el número 6 en el Billboard Hot 100 y convirtiéndose en su primer éxito entre los diez primeros estadounidenses. El remix ganó el Premio Grammy a la mejor grabación remezclada, no clásica en 2013, mientras que «Young and Beautiful» fue nominada a mejor canción escrita para medios visuales.
En junio de 2013, Del Rey filmó Tropico, un cortometraje musical emparejado con temas de Paradise, dirigido por Anthony Mandler. Del Rey proyectó la película el 4 de diciembre de 2013 en el Cinerama Dome de Hollywood. El 6 de diciembre, la banda sonora fue lanzada en medios digitales.

### 2014-2016:Ultraviolence,Honeymoony trabajo cinematográfico

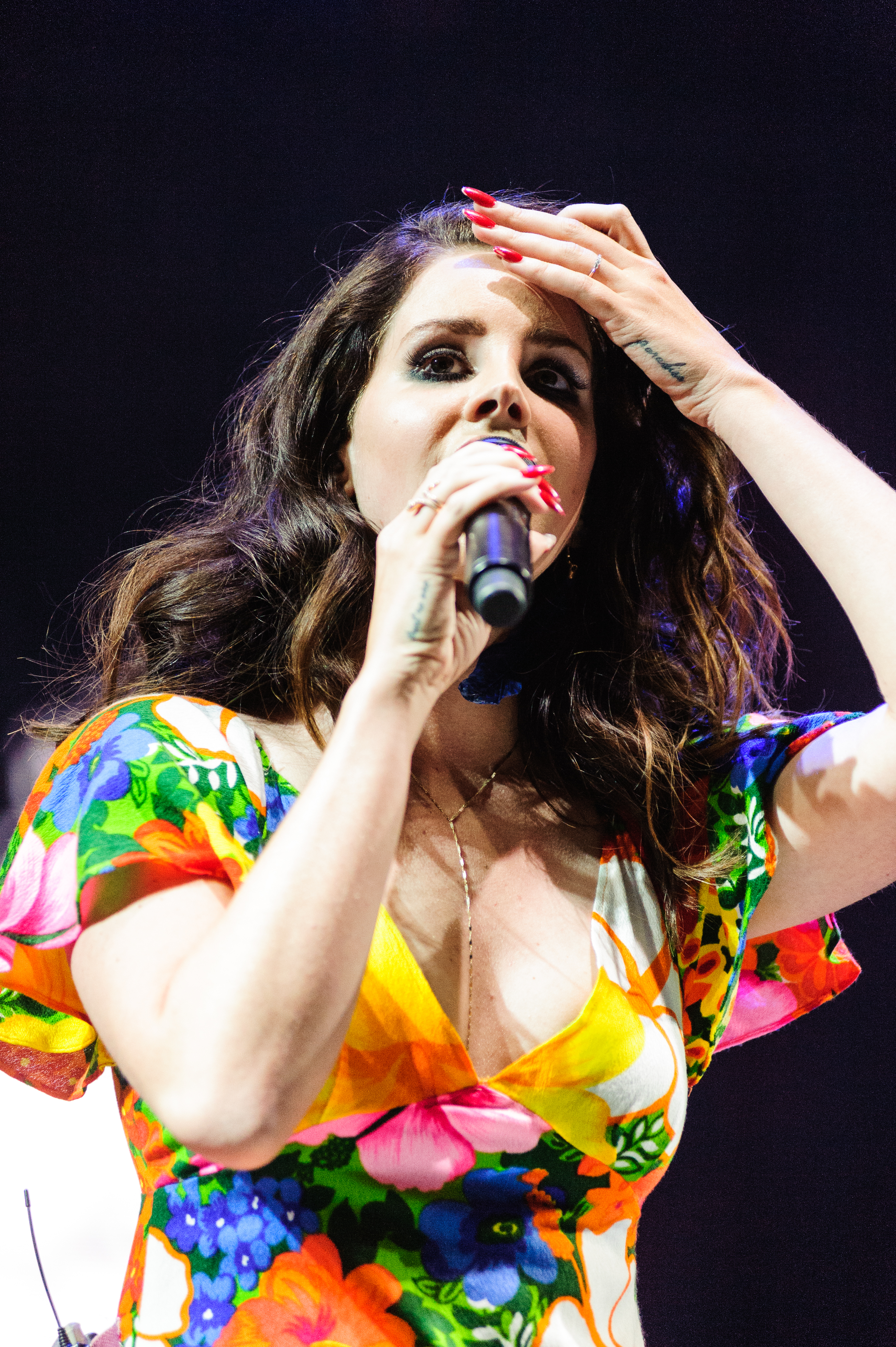
Del Rey actuando en el Festival de Coachella en 2014.

El 26 de enero de 2014, Del Rey lanzó una versión de «Once Upon a Dream» para la´banda sonora de la película de fantasía oscura Maléfica de 2014. Tras la finalización de Paradise, Del Rey comenzó a escribir y grabar su siguiente álbum, Ultraviolence, con la producción de Dan Auerbach. Ultraviolence se lanzó el 13 de junio de 2014 y debutó en el número uno en 12 países, incluidos Estados Unidos y el Reino Unido. El álbum, que vendió 880.000 copias en todo el mundo en su primera semana, fue precedido por los sencillos «West Coast», «Shades of Cool», «Ultraviolence», y «Brooklyn Baby». Comenzó a salir con el fotógrafo Francesco Carrozzini después de que él dirigiera el video musical de Del Rey para «Ultraviolence»; los dos se separaron en noviembre de 2015 después de más de un año. Del Rey describió el álbum como «más simplificado pero aún cinematográfico y oscuro», mientras que algunos críticos caracterizaron el disco como psicodélico e influenciado por el rock del desierto, con una instrumentación de guitarra más prominente que sus lanzamientos anteriores. Más tarde ese año, Del Rey contribuyó con las canciones «Big Eyes» y «I Can Fly» a la película biográfica Big Eyes de Tim Burton de 2014.
Honeymoon, el cuarto álbum de estudio de Del Rey, fue lanzado el 18 de septiembre de 2015, con elogios de la crítica musical. Antes del lanzamiento del álbum, Del Rey hizo una vista previa de la canción «Honeymoon», el sencillo «High by the Beach» y el sencillo promocional «Terrence Loves You». Antes del lanzamiento de Honeymoon, Del Rey se embarcó en The Endless Summer Tour en mayo de 2015, que contó con Courtney Love y Grimes como teloneros. Además, Del Rey coescribió y prestó su voz en la canción «Prisoner» de Beauty Behind the Madness de The Weeknd, lanzada el 28 de agosto de 2015.
En noviembre de 2015, Del Rey fue productora ejecutiva de un cortometraje Hi, How Are You Daniel Johnston, que documenta la vida del cantautor Daniel Johnston. Para la película, hizo una versión de la canción de Johnston «Some Things Last a Long Time». En noviembre de 2015, Del Rey recibió el Premio Trailblazer en la ceremonia Billboard Women in Music y ganó el MTV Europe Music Awards a la mejor alternativa.
El 9 de febrero de 2016, Del Rey estrenó un video musical de la canción «Freak» de Honeymoon en el Wiltern Theatre de Los Ángeles. Más tarde ese año, Del Rey colaboró con The Weeknd para su álbum Starboy (2016), brindando coros en «Party Monster» y voz principal en «Stargirl Interlude». «Party Monster», que Del Rey también coescribió, fue lanzado como sencillo y posteriormente alcanzó el Top 20 en el Billboard Hot 100 y fue certificado doble platino en los Estados Unidos.

### 2017-2019:Lust for LifeyNorman Fucking Rockwell!

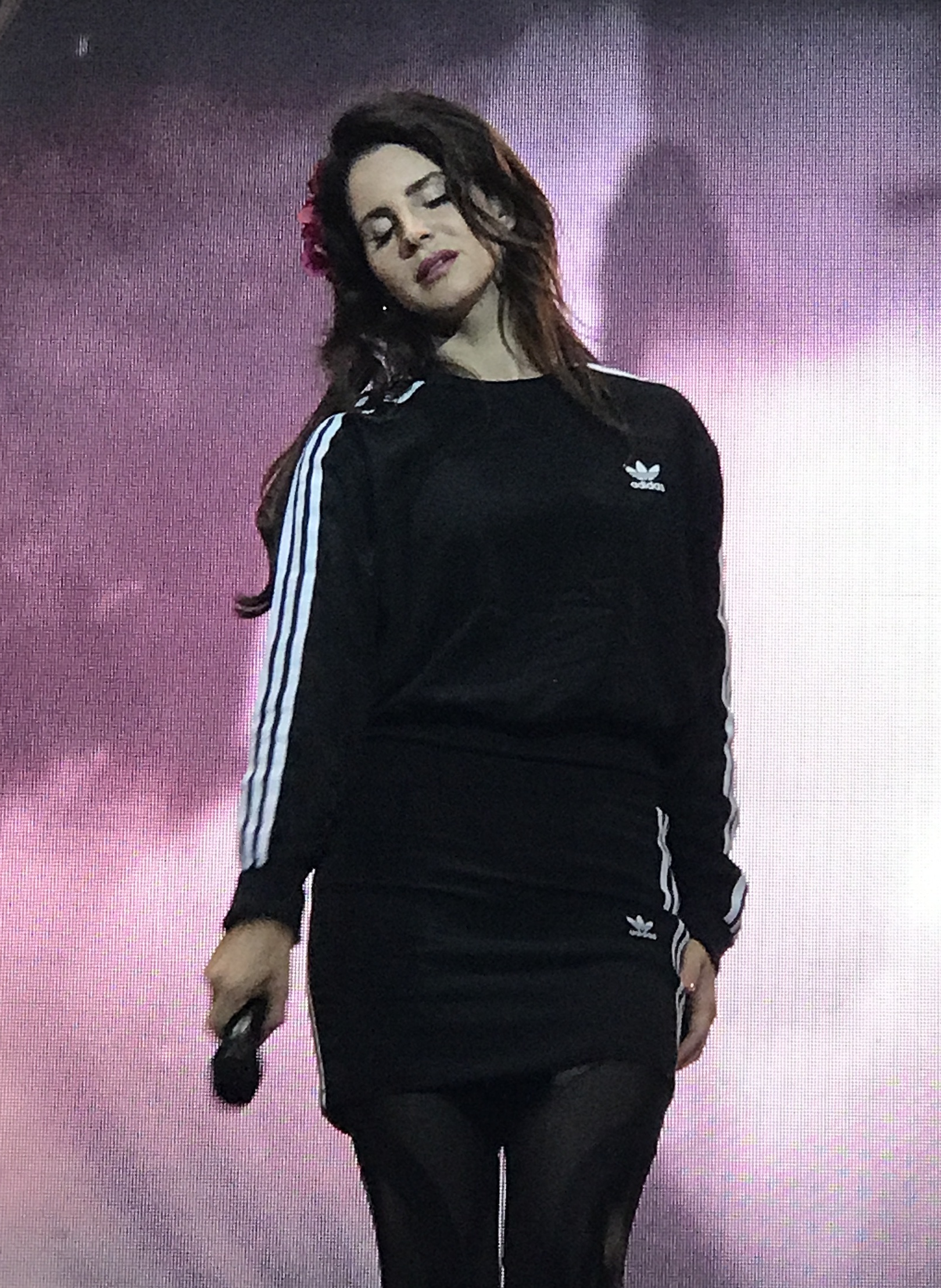
Del Rey actuando en el Flow Festival en Helsinki, Finlandia en 2017.

El quinto álbum de estudio de Del Rey, Lust for Life, fue lanzado el 21 de julio de 2017. El álbum fue precedido por los sencillos «Love»; «Lust for Life» con The Weeknd; «Summer Bummer» con A$AP Rocky y Playboi Carti; y «Groupie Love», también con Rocky. Antes de su lanzamiento, Del Rey comentó: «Hice mis primeros 4 álbumes para mí, pero este es para mis fanáticos y hacia dónde espero que nos dirijamos todos». El disco contó además con colaboraciones con Stevie Nicks y Sean Ono Lennon, marcando la primera vez que presenta a otros artistas en su propio lanzamiento. El álbum recibió críticas generalmente favorables y se convirtió en el tercer álbum número uno de Del Rey en el Reino Unido y el segundo álbum número uno en los Estados Unidos. El 27 de septiembre de 2017, Del Rey anunció LA to the Moon Tour, una gira oficial de conciertos con Jhené Aiko y Kali Uchis para promover aún más el álbum. La gira comenzó en Norteamérica durante enero de 2018 y concluyó en agosto. Lust for Life fue nominado a mejor álbum de pop vocal en la 60.ª edición de los Premios Grammy, lo que marca la segunda nominación de Del Rey en la categoría.
En enero de 2018, Del Rey anunció que estaba en una demanda con la banda de rock británica Radiohead por supuestas similitudes entre su canción «Creep» y su canción «Get Free». Tras su anuncio, los representantes legales de su sello Warner/Chappell negaron la demanda, así como las afirmaciones de Del Rey de que la banda pedía «el 100% de las regalías de la canción». Del Rey anunció que el verano, mientras actuaba en Lollapalooza en Brasil, la demanda había «terminado».
A lo largo de 2018, Del Rey apareció como vocalista invitada en varios temas de otros músicos, incluidos «Living with Myself» de Jonathan Wilson para Rare Birds (2018), «God Save Our Young Blood» y «Blue Madonna» de Børns para Blue Madonna (2018), y «Woman» de Cat Power para Wanderer (2018). En noviembre de 2019, Del Rey fue anunciado como el rostro de las fragancias Guilty de Gucci y posteriormente apareció en anuncios impresos y televisivos con Jared Leto y Courtney Love. La campaña se centró en el concepto de «Hollyweird». El director creativo de Gucci, Alessandro Michele, dijo que Guilty es una fragancia para una mujer que hace lo que quiere; Del Rey dijo que ella es «en gran medida esa persona».

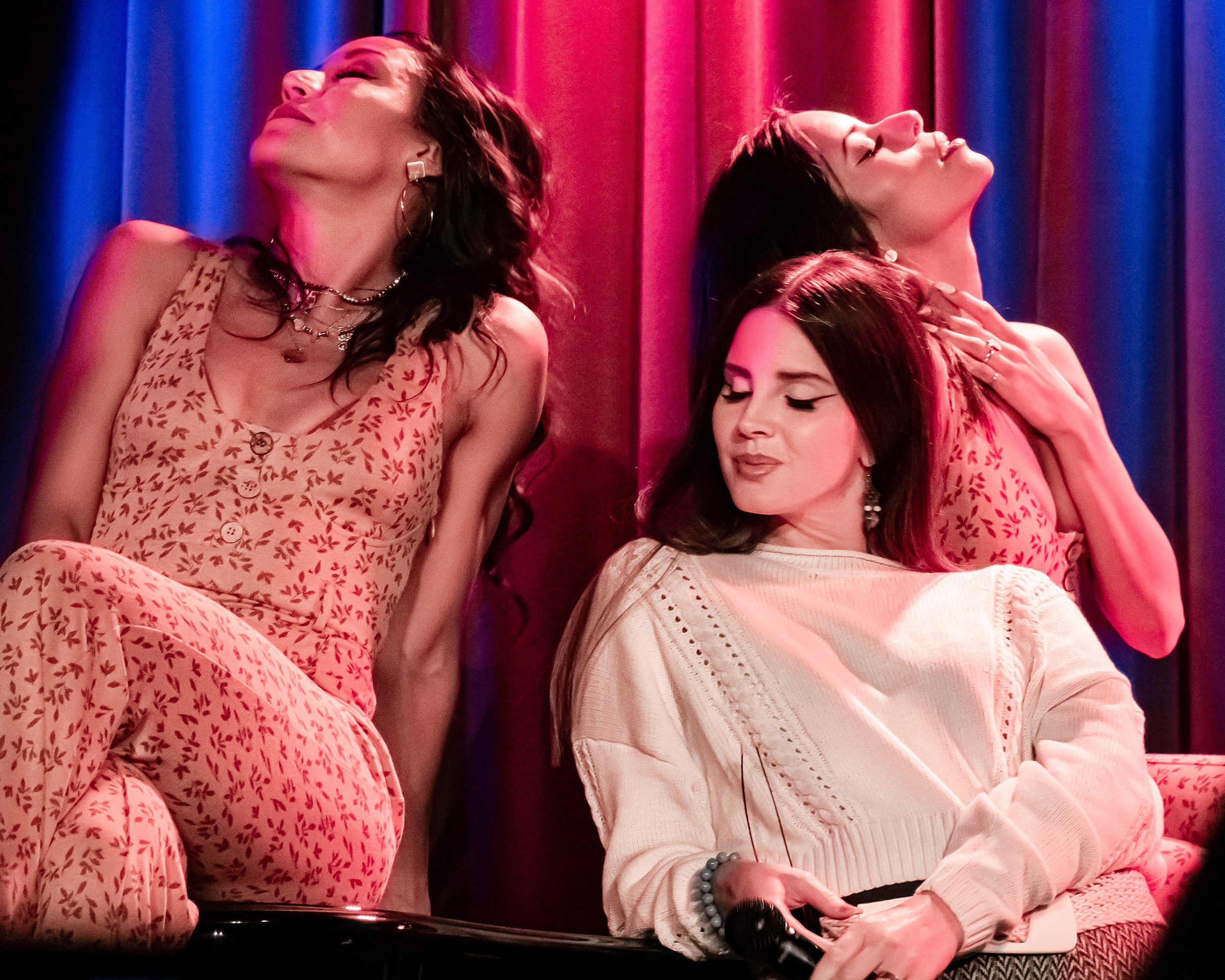
Del Rey actuando en el Museo Grammy en octubre de 2019.

El 6 de agosto de 2019, Del Rey le entregó al cineasta Guillermo del Toro su estrella en el Paseo de la Fama de Hollywood y posteriormente lanzó una versión de «Season of the Witch» para su película Scary Stories to Tell in the Dark. El mismo día, Del Rey lanzó el sencillo que no pertenece al álbum «Looking for America», que ella escribió y grabó espontáneamente a principios de esa semana en respuesta a los tiroteos masivos consecutivos en El Paso y Dayton.
Su sexto álbum de estudio, Norman Fucking Rockwell!, fue lanzado el 30 de agosto de 2019. Habiendo anunciado el álbum en septiembre de 2018, el álbum fue precedido por los sencillos «Mariners Apartment Complex», «Venice Bitch», «Hope Is a Dangerous Thing for a Woman Like Me to Have – but I Have It», y «Doin' Time», así como el sencillo conjunto «Fuck It, I Love You»/«The Greatest». «Venice Bitch» fue nombrada Best New Track por Pitchfork con el crítico Sam Sodomsky llamándola una de las canciones más apasionantes de Del Rey y diferente a todo lo que había escrito antes, y que Del Rey «nunca se ha permitido hundirse tan completamente en una atmósfera, cavando profundamente en los surcos oscuros y cambiantes de la canción». De manera similar, Under the Radar la nombró la mejor canción de la semana con Christopher Roberts llamándola la canción más interesante de Del Rey y que «no se podía negar su calidad hipnótica». Stereogum también presentó la canción en su artículo «5 Best Songs of the Week», y escribió: «No importa cuán experimental, extraña y directa sea esta canción, va a hacer que se quede».
En su columna mensual «Real Life Rock Top Ten» para Rolling Stone, Greil Marcus opinó que la canción «podría ser la grabación de la playa de California más expansivo jamás hecho, y no solo por su duración», continúa: «Se abre como una carta de amor, prosaica, directa; luego, un poco más de dos minutos comienza a girar, y podrías estar escuchando una aventura que comenzó hace años o aún no ha comenzado. A medida que la canción continúa, se convierte en una serie de ensueños, suspendidos por el sonido maravillosamente sostenido de la retroalimentación de guitarra líquida: es la sensación de una serie de nubes pasando. Gira la cabeza, mira de nuevo y el último que viste, el que parecía una cara, ya se ha ido». En la reseña oficial de Rolling Stone, Will Hermes dijo que la canción «es una canción de amor increíblemente épica que invoca a Norman Rockwell, veranos que se desvanecen, drogándose y a Crimson and Clover». Concluyó que «es la música más experimental que jamás haya hecho, y finalmente se desvanece después de nueve minutos y medio. Y aún así se siente demasiado corto».
El 7 de mayo de 2019, Lana Del Rey insinuó que grabaría una versión de la canción y dijo que «llegaría pronto». El cover de Del Rey se lanzó oficialmente el 17 de mayo de 2019, coincidiendo con el estreno de un documental sobre Sublime en el Festival de Cine de Tribeca. Fue lanzado como el cuarto sencillo de Norman Fucking Rockwell!. El 29 de agosto de 2019, lanzó un vídeo musical para la versión, que hacía referencia a la película Attack of the 50 Foot Woman (1958). Poco después del lanzamiento de la versión de Del Rey, comenzó a formarse un consenso general entre muchos críticos que notaron una evidente interconexión entre «Doin’ Time», las otras canciones de Sublime y las propias canciones de Del Rey. Un artículo resumió particularmente estas observaciones similares al señalar que «las canciones de Sublime, como las de [Del Rey], están ambientadas en los rincones sombríos de California, repletas de amantes cruzados por las estrellas, la depravación trascendental y la narración de historias A-1».
Del Rey utiliza repetidamente la vida, los lugares de interés y la cultura de California como un motivo recurrente en su composición, además de expresar una admiración por el verano y la naturaleza tradicionalmente simbólica que vincula el verano con la libertad. Se hicieron comparaciones con las múltiples referencias que Sublime también hace a «The LBC» y Summertime en «Doin 'Time», pero también a otras alusiones a California en general que la banda ha hecho en otras grabaciones. Del Rey también ha utilizado elementos de trip hop y hip hop en muchas de sus propias canciones en varios puntos a lo largo de su carrera, particularmente en su primer álbum importante Born to Die, en el que el estilo de la cantante de rapear y rimar se puede escuchar inspirado en la producción trip hop en muchas pistas. Del mismo modo, el rap inspirado en el ska de Sublime y la producción infundida en el salto de muchas de las grabaciones del grupo crearon un «ambiente SoCal» dentro del género ska. Cuando se le preguntó sobre la versión de la canción, Del Rey atribuyó la transición y los cambios de género a Sublime, diciendo que el grupo «hizo un género y sonó totalmente propio», y agregó que debido a la indeleble «vibra SoCal» que el grupo creó, «no pasa un día en que [ella no] escucha al menos una canción de Sublime».
La versión de Del Rey de «Doin' Time» recibió elogios de la prensa especializada tras su lanzamiento, con los críticos, así como los antiguos compañeros de banda y familiares de Sublime, elogiando el tratamiento de Del Rey de la canción. Un artículo de Rolling Stone que describió la versión de Del Rey como «brillante» y «reluciente» incluyó la evaluación personal del baterista de Sublime Bud Gaugh de la versión de Del Rey, en la que Gaugh elogió la incorporación de su reconocido estilo vocal en la canción y dijo que «El sonido ahumado, sexy e icónico de su voz da nueva vida a uno de nuestros sencillos favoritos». En una entrevista publicada por iHeartRadio, Troy Dendekker —la viuda del líder de Sublime Bradley Nowell—, también elogió la versión de Del Rey al llamarlo «mágico e inquietante» y explicó que era «un honor tener el talento de [Del Rey] complementando el legado de Sublime».
Norman Fucking Rockwell! recibió elogios generalizados de la crítica y, según el sitio web del agregador de reseñas Metacritic, es el álbum con mejores reseñas de la carrera de Del Rey hasta la fecha. NME otorgó al álbum cinco de cinco estrellas. En su reseña para Rolling Stone, Rob Sheffield escribió: «El tan esperado Norman Fucking Rockwell es aún más masivo y majestuoso de lo que todos esperaban. Lana convierte su quinto y mejor álbum en una gira de sórdidos sueños americanos, profundizando en la versión. Todas las fantasías más retorcidas de glamour y peligro de nuestra nación», y finalmente consideró el álbum como un «clásico del pop». El álbum fue nominado a dos premios Grammy, Álbum del año y canción del año, por su tema principal. Norman Fucking Rockwell! marcó la primera vez que Del Rey trabajó con Jack Antonoff, quien coescribió y produjo gran parte del álbum; Antonoff trabajó más tarde con Del Rey en su siguiente álbum de estudio y álbum de palabras habladas.
En septiembre, Del Rey apareció en una colaboración con Ariana Grande y Miley Cyrus titulada «Don't Call Me Angel», el sencillo principal de la banda sonora de la película Charlie's Angels de 2019. La canción tuvo un éxito moderado a nivel internacional y luego fue certificada como Oro en varios países. En noviembre, Del Rey apareció en el especial de Amazon Prime The Kacey Musgraves Christmas Show, junto a invitados como Camila Cabello, James Corden y Troye Sivan.

### 2020-2021:Chemtrails over the Country Club,Blue Banistersy poesía
En una entrevista para L'Officiel en 2018 se le preguntó acerca de su interés en realizar una película, y Del Rey respondió que había sido autorizada para escribir un musical de Broadway y que recientemente había iniciado el trabajo en ello. Cuando se le preguntó cuánto tiempo le tomaría hasta terminarlo, ella respondió: «tal vez lo termine en dos o tres años». En una entrevista con The Independent en 2019, Del Rey indicó que no desea tomarse un descanso entre la publicación de sus álbumes y confirmó que un nuevo disco titulado White Hot Forever sería publicado en 2020. Además, anunció que contribuiría en la banda sonora de la nueva adaptación de Las aventuras de Alicia en el país de las maravillas.
Después de anunciar que lanzaría un álbum de palabras recitadas en 2019, Del Rey publicó Violet bent backwards over the grass y su respectivo álbum hablado en 2020. El libro físico fue revelado el 29 de septiembre, mientras que el audiolibro, producido por Jack Antonoff, lo fue el 28 de julio. El poema «LA Who Am I to Love You» fue publicado como sencillo principal un día antes del lanzamiento del álbum. El 22 de mayo de 2020, anunció un segundo libro titulado Behind the Iron Gates – Insights from the Institution, que originalmente estaba previsto que se publicara en marzo de 2021; su progreso en el libro se perdió cuando el manuscrito fue robado de su automóvil en 2022.
En septiembre de 2020, Del Rey apareció en un remix de la canción de 2019 de Matt Maeson «Hallucinogenics». El dúo había interpretado la canción juntos en vivo anteriormente en 2019. En noviembre de 2020, Del Rey anunció que lanzaría un disco digital compuesto de «estándares y clásicos estadounidenses» el día de Navidad, aunque aún no se ha lanzado. El disco presenta varias canciones grabadas con Nikki Lane. El mismo mes, contribuyó a un documental sobre el Liverpool F.C., The End of the Storm, donde interpretó el himno del club, «You'll Never Walk Alone». Del Rey también lanzó la portada como sencillo de edición limitada, y todas las ganancias se destinarán a la fundación LFC. Se sabe que Del Rey es fanático del club y ha asistido a partidos en Anfield. En diciembre de 2020, se informó que estaba comprometida con el músico Clayton Johnson.
El 19 de marzo de 2021, Del Rey anunció su séptimo álbum de estudio, Chemtrails over the Country Club, siendo el segundo álbum de estudio consecutivo producido por Jack Antonoff. El sencillo principal «Let Me Love You Like a Woman» fue lanzado el 16 de octubre. En noviembre, Del Rey indicó que Chemtrails over the Country Club se retrasaría hasta marzo de 2021, debido a un retraso en la realización de su edición en vinilo. Además, anunció que lanzaría un disco digital para Navidad llamado American standards and classics, a pesar de que no ha sido publicado aún. El disco cuenta con la colaboración de la cantante de country Nikki Lane en varias canciones.
Su octavo álbum de estudio, Blue Banisters, se lanzó el 22 de octubre de 2021. Fue precedido por el lanzamiento simultáneo de tres canciones el 20 de mayo de 2021: la canción principal, «Text Book» y «Wildflower Wildfire», así como el lanzamiento del sencillo "Arcadia" el 8 de septiembre de 2021. El 8 de septiembre de 2021 Se lanzó un video musical para «Arcadia», con un video musical alternativo para la canción lanzado el 7 de octubre de 2021. El 20 de octubre de 2021 se lanzó un video musical para la canción «Blue Banisters».
En noviembre de 2020, contribuyó al documental de Liverpool Football Club The End of the Storm, cantando el himno del equipo deportivo «You'll Never Walk Alone». Del Rey también publicó la versión como una edición limitada, cuyas ganancias iban destinadas a la fundación LFC. Del Rey es conocida por ser fanática del club, y ha asistido con anterioridad a partidos en Anfield. En diciembre de 2020, se informó que estaba comprometida con el músico Clayton Johnson.
Su octavo álbum de estudio, Blue Banisters, fue lanzado el 22 de octubre de 2021. Fue precedido por el lanzamiento simultáneo de dos canciones el 20 de mayo de 2021: la canción principal, «Text Book» y «Wildflower Wildfire», así como el lanzamiento del sencillo «Arcadia» el 8 de septiembre de 2021. Se lanzó un video musical para «Arcadia» el 8 de septiembre de 2021, con un video musical alternativo para la pista lanzado el 7 de octubre de 2021. Se lanzó un video musical para la canción «Blue Banisters» el 20 de octubre de 2021.

### 2023-presente:Did You Know That There's a Tunnel Under Ocean Blvd
El 21 de enero de 2022, Del Rey estrenó una canción titulada «Watercolor Eyes» en un episodio de Euphoria. Del Rey confirmó en 2022 que ha estado trabajando en nueva música y poesía; sin embargo, el 19 de octubre de 2022, publicó una serie de videos en su Instagram que revelan que su auto fue robado «unos meses antes», y su mochila, que contenía una computadora portátil, discos duros y tres videocámaras, fue robada. Dando a los ladrones acceso a canciones sin terminar, un manuscrito de 200 páginas de su próximo libro de poesía Behind the Iron Gates - Insights from an Institution, y dos años de imágenes de video familiares. Del Rey borró el contenido de la computadora portátil robada de forma remota, que contenía la única copia funcional de su libro de poesía. «A pesar de que todo esto está pasando, confío en el récord por venir», concluyó Del Rey en sus videos de Instagram. El 21 de octubre de 2022, Del Rey apareció en «Snow on the Beach» de Taylor Swift, escrito por Swift, Del Rey y Jack Antonoff. La canción debutó en el número 4 en el Billboard Hot 100, convirtiéndose en la entrada más alta de Del Rey en la lista.
El 7 de diciembre de 2022, Del Rey lanzó «Did You Know That There's a Tunnel Under Ocean Blvd» como el sencillo principal de su noveno álbum de estudio del mismo nombre. En enero de 2023, Nadia Lee Cohen fotografió a Del Rey y Billie Eilish la entrevistó para la portada de la edición de marzo de Interview. En la entrevista, Del Rey reveló que el álbum exploraría sus pensamientos más íntimos y que algunas de las canciones del álbum son «súper largas y prolijas». El 14 de febrero de 2023, se lanzó «A&W» como segundo sencillo del álbum y, un mes después, el 14 de marzo de 2023, se lanzó el tercer sencillo del álbum, «The Grants». En una reseña, Charlotte Gunn de The Forty-Five describió el álbum «preocupado por el pasado», y encontró a Lana Del Rey «considerando su legado tanto como el suyo ahora». Did You Know That There's a Tunnel Under Ocean Blvd fue lanzado el 24 de marzo de 2023.
El 19 de mayo de 2023, Del Rey lanzó su popular canción inédita «Say Yes To Heaven» como sencillo, habiéndola escrito y grabado previamente en noviembre de 2013, planeando incluirla en Ultraviolence, antes de editarla. Partes de la canción se filtraron el 15 de agosto de 2016 y otras personas que se hacían pasar por Del Rey las publicaron en Spotify.
El 26 de mayo de 2023, Taylor Swift lanzó un remix de «Snow on the Beach», con «más» Lana Del Rey, junto con la edición Til Dawn de su álbum Midnights, debido a la demanda de los fanáticos que querían que Del Rey tuviera un verso. en la canción, cuando en la original solo tenía coros. Más tarde, en julio de 2023, Del Rey fue vista sirviendo café y charlando con los clientes en Waffle House en Florence, Alabama, vestida con el uniforme completo de empleada y con su propia etiqueta con su nombre «Lana».
En 2023, Del Rey se embarcó en una gira de promoción de Did You Know That There's a Tunnel Under Ocean Blvd.  Dicha gira abarcó algunos países de América Latina como Brasil, donde fue invitada especial del festival Mita y ofreció su primer concierto después de cuatro años de ausencia en los escenarios. Más tarde, en México, se anunció una presentación en el Foro Sol de la CDMX para el 15 de agosto de 2023, en la cual se agotaron todas las entradas en las primeras 48 horas, lo anterior causó que se abriera una segunda fecha para el 16 de agosto del mismo año, misma que también agotó las entradas. Estos últimos se convirtieron en los conciertos con mayor asistencia de su carrera, cada fecha con un total de 65,000 asistentes.  En lo posterior se anunciaron fechas en Europa y Norteamérica tanto en conciertos privados como en festivales. Asimismo, la cantante declaró que cada dólar recaudado en la gira fue donado a las ciudades donde se presentó. 
En enero de 2024 se anunció a Del Rey como headliner del Festival de Música y Artes de Coachella Valley en su edición 2024 para los días 12 y 19 de abril. Lo anterior significó el regreso de la artista a dicho festival después de diez años, y se convirtió en su presentación más aclamada por la crítica tras interpretar 21 temas, un par de ellos junto a Billie Eilish, quien en lo posterior mencionó "estoy muy feliz de estar esta noche aquí con mi cantante favorita, Lana Del Rey es la razón por la que hago música, la amo".  
El 30 de enero de 2024, mediante un discurso en un evento organizado por Billboard, Del Rey anunció la llegada de su décimo álbum estudio, que llevaría por nombre «Lasso» y en el cual Del Rey incursiona en el género del country, ya que la artista aseveró que «nos estamos volviendo country». Dicho proyecto estaba previsto para ser lanzado en septiembre de 2024. Sin embargo, meses después, en octubre de 2024, en  entrevista con People, Del Rey señaló que estaba tomándose su tiempo para lanzar su décimo álbum de estudio, y que «aún no estaba listo».Más tarde, en noviembre de 2024, Del Rey anunció la llegada de «The Right Person will Stay», en su cuenta oficial de Instagram, la artista comentó que su próximo álbum musical, anteriormente llamado «Lasso»,  será lanzado el 21 de mayo de 2025, y cuenta con la producción de Jack Antonoff y Luke Laird.

## Arte

### Estilo de música
Del Rey ha sido etiquetado como «alt-pop» o artista pop alternativo. Sus obras han sido categorizadas de diversas formas como pop,
rock, dream pop, baroque pop, indie pop, rock psicodélico, mientras incorpora trip hop, hip hop, lo-fi, y elementos trap. Tras su lanzamiento debut, algunos críticos musicales describieron la música de Del Rey como «sadcore de Hollywood». Se ha destacado repetidamente por su sonido cinematográfico y sus referencias a varios aspectos de la cultura pop; tanto los críticos como la propia Del Rey han notado un tema persistente de las décadas de 1950 y 1960 en Estados Unidos. Los fuertes elementos de la nostalgia estadounidense llevaron a Idolator a clasificarla firmemente como pop alternativo. Del Rey elaboró su conexión con el pasado en una entrevista con Artistdirect y dijo: «Ni siquiera nací en los años 50, pero siento que estuve allí».
De Born to Die, AllMusic declaró que su «pop orquestal exagerado y sensual la reformuló como una especie de cantante vagamente imaginada para una generación criada en Adderall e Internet, con fuertes dosis de la atmósfera de Twin Peaks». Los lanzamientos posteriores de Del Rey introduciría estilos variantes, particularmente Ultraviolence, que empleaba un sonido de guitarra similar al rock psicodélico y del desierto. Kenneth Partridge de Billboard notó este cambio de estilo, escribiendo: «Ella canta sobre drogas, autos, dinero y los chicos malos de los que siempre se está enamorando, y aunque sigue habiendo un tono sepia de mediados de siglo en muchas de estas canciones, [Del Rey] ya no está al frente como una Bette Davis maltratada». Tras el lanzamiento de Honeymoon, un crítico caracterizó el cuerpo de trabajo de Del Rey como «sobre la música como un túnel del tiempo, con sus canturreos lánguidos sobre melaza- como arreglos destinados a hacer que las manecillas del reloj parezcan moverse tan lentamente que parece posible que, a veces, puedan retroceder».
Antes de llegar a la fama bajo el nombre artístico de Lana Del Rey, actuó bajo los nombres de Lizzy Grant, Lana Rey Del Mar, Sparkle Jump Rope Queen, y May Jailer. Bajo el nombre artístico de Lizzy Grant, se refirió a su música como «glam metal hawaiano»,  mientras que el trabajo de su proyecto May Jailer era acústico.

### Influencias
Del Rey cita una amplia gama de artistas musicales como influencias, incluidos numerosos artistas de pop, jazz y blues de mediados del siglo XX, como Andrew Lloyd Webber, Frank Sinatra, Nina Simone, Billie Holiday, Bobby Vinton, The Crystals, y Miles Davis. Las cantantes de Torch Julie London y Julee Cruise también han servido como influencias. «[Realmente] me gustan los maestros de todos los géneros», le dijo al presentador de radio de la BBC Jo Whiley en 2012, nombrando específicamente a Nirvana, Bob Dylan, Frank Sinatra y Elvis Presley.
Varios músicos y grupos de rock y pop de finales del siglo XX también han inspirado a Del Rey, como Bruce Springsteen, Britney Spears, el cantautor Lou Reed y la banda de rock The Eagles, así como músicos folclóricos como Leonard Cohen y Joan Baez. Del Rey también ha citado a artistas contemporáneos, como la cantautora Cat Power, la líder de Hole Courtney Love, el rapero Eminem y la cantautora Amy Winehouse como artistas a los que admiraba. Del Rey ha citado la banda sonora de American Beauty como inspiración parcial para su álbum Born to Die (2012).
Inspirada por la poesía, Del Rey cita a Walt Whitman y Allen Ginsberg como instrumentos para su composición. Del Rey ha citado a directores de cine, David Lynch y Federico Fellini, y pintores, Mark Ryden y Pablo Picasso, como influencias y ha declarado que la actriz Lauren Bacall es alguien a quien admira.

### Voz y timbre
Del Rey posee un rango vocal de contralto expansivo, que abarca más de tres octavas y ha sido descrito como cautivador y muy emotivo, que va desde notas altas en un timbre femenino hasta adornos de jazz en su gesto más bajo con gran facilidad. Tras el lanzamiento de Ultraviolence, que se grabó en vivo en tomas individuales y carecía de la edición vocal de Pro Tools, los críticos cayeron en favor de la habilidad vocal de Del Rey, elogiando su amplio rango, mayor confianza vocal y entrega excepcionalmente emotiva. Cuando graba en el estudio, Del Rey es conocida por las múltiples capas vocales que, como se ha señalado, le resulta difícil replicar en un entorno en vivo, especialmente debido a la falta de coristas para completar el estilo vocal original. El miedo escénico también se ha señalado como una contribución importante a las luchas de Del Rey con las presentaciones en vivo; sin embargo, los periodistas notaron en 2014 que sus presentaciones en vivo habían aumentado en confianza. Billboard consideró que el debut en Coachella de «West Coast» fue una «actuación estelar» y elogió las habilidades vocales del cantante. Los críticos de música contemporánea han calificado su voz de «ahumada», «gravosa», y una reminiscencia de Marilyn Monroe. Tras el lanzamiento de Honeymoon en 2015, el crítico de Los Angeles Times Mikael Wood comparó su voz con la de Julee Cruise and Eartha Kitt.
Del Rey comenzó a usar voces más bajas con Born to Die, afirmando que «la gente no me tomaba muy en serio, así que bajé la voz, creyendo que eso me ayudaría a sobresalir. Ahora canto bastante bajo [...] bueno, para una mujer de todos modos». «Ahora canto bajo, pero mi voz solía ser mucho más alta. Debido a mi aspecto, necesitaba algo para fundamentar todo el proyecto. De lo contrario, creo que la gente asumiría que soy un cantante cabeza hueca. Bueno, no lo sé. creo [...] lo sé. He cantado de una manera, y he cantado de otra, y he visto lo que atrae a la gente», dijo sobre el tema.

### Vídeos y escenario

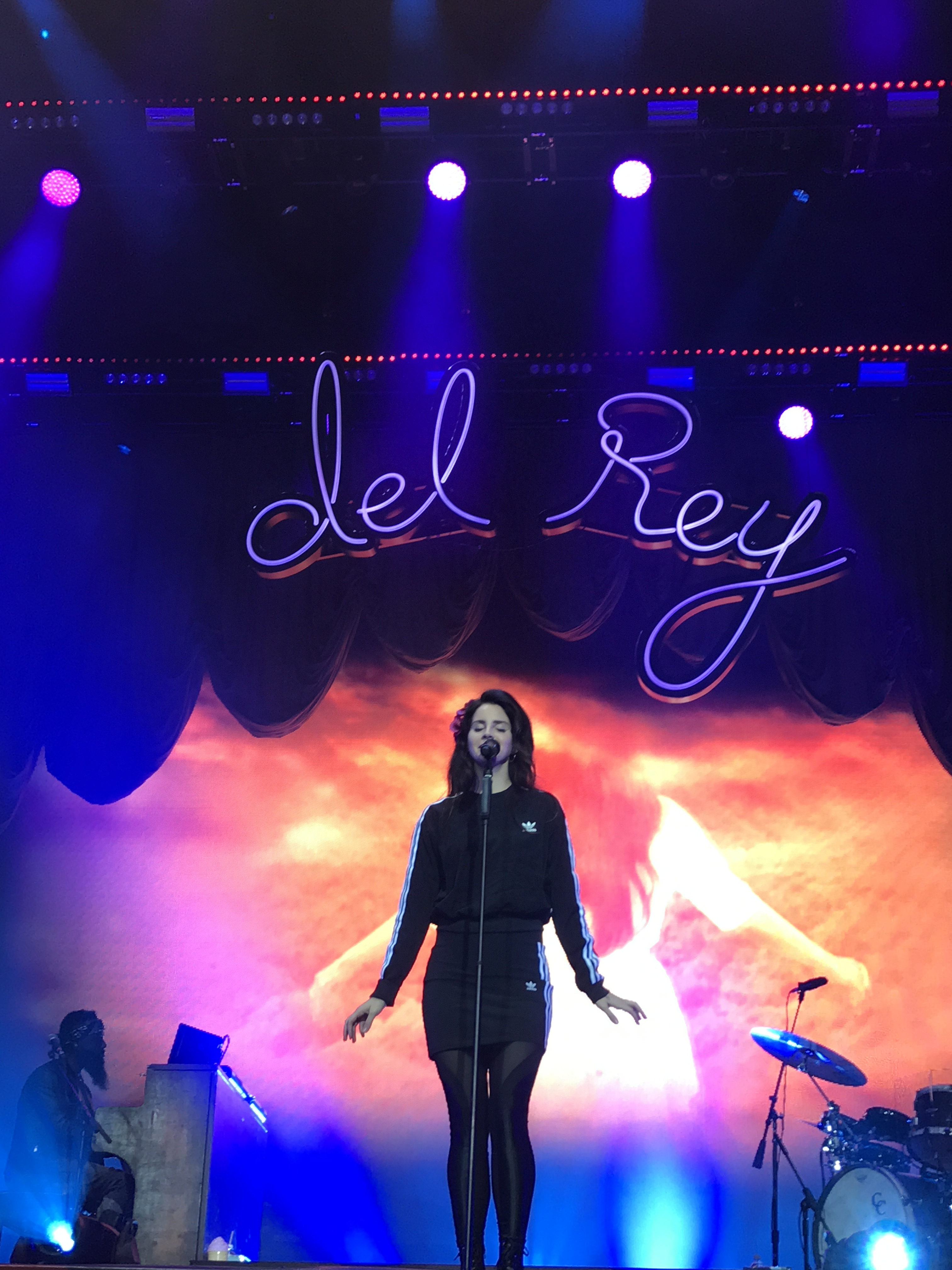
Del Rey actuando en el Flow Festival en 2017.

Los videos de Del Rey también se caracterizan a menudo por su calidad cinematográfica con un toque retro. Al principio de su carrera, Del Rey grabó clips de sí misma cantando sus canciones en una cámara web y los yuxtapuso junto con videos y películas caseras antiguas para que sirvieran como «videos musicales caseros», un estilo que la ayudó a obtener su reconocimiento temprano. Después del éxito de estos videos caseros, Del Rey tuvo una serie de videos musicales de alto presupuesto, incluidos «Born to Die» y «National Anthem» (ambos de 2012) y «Young and Beautiful» (2013). Sus primeros videos presentaban sus personajes «chica mala» y «gangster Nancy Sinatra».
Sus siguientes videos para temas como «Summer Wine», «Carmen» y «Summertime Sadness» se produjeron con presupuestos significativamente más bajos y conservaron más elementos del estilo anterior de Del Rey. La era Ultraviolence incorporó una mezcla de videos de alto presupuesto y videos hechos por ellos mismos, mientras que la era Honeymoon fue casi estrictamente imágenes filmadas profesionalmente influenciadas por el cine negro. En ambas épocas, algunos de los videos caseros de Del Rey para temas como «Pretty When You Cry» y «Honeymoon» quedaron inéditos debido a las opiniones de Del Rey de que eran «demasiado aburridos». La era de Lust for Life se caracterizó ampliamente por su aspecto de inspiración vintage ligeramente filtrado con un toque futurista. Para Norman Fucking Rockwell!, la hermana de Del Rey, Chuck Grant, dirigió tres videos en el formato de «video casero» de Del Rey, mientras que Rich Lee dirigió los siguientes dos videos en un estilo vintage pero futurista, similar a los videos de Lust for Life que dirigió.
Los críticos han destacado a Del Rey por sus actuaciones en vivo típicamente simples pero auténticas. Una reseña de un concierto de septiembre de 2017 publicada en The New York Times señaló: «Durante más de una hora, la Sra. Del Rey estuvo inquietantemente informal, cantando y sonriendo con la facilidad de alguien que actúa en una noche de cantautores en la cafetería local». Otra reseña de Roy Train para The Hollywood Reporter en 2014 señaló «una distancia en su bonhomía, evidente incluso desde mi posición en el extremo opuesto del escenario, muy por encima de la refriega, el frío aún era palpable».

## Imagen pública

### Recepción temprana
Antes del lanzamiento de su álbum debut con un sello importante Born to Die en 2012, Del Rey fue objeto de varios artículos sobre su imagen y trayectoria profesional. Un artículo de Paul Harris publicado por The Guardian una semana antes del lanzamiento del álbum señaló las diferencias entre la personalidad percibida de Del Rey en 2008, cuando actuó como Lizzy Grant, y en el presente, como Lana Del Rey. Harris escribió:

Internet ha permitido que figuras como [Del Rey] pasen rápidamente a primer plano en el panorama cultural, ya sea que su surgimiento sea planeado o no por un ejecutivo discográfico o que suceda espontáneamente desde la habitación de alguien. Ha acelerado el ciclo de la fama. Vale la pena señalar que la gran reacción violenta hacia Del Rey está ocurriendo incluso antes de que se haya lanzado su primer álbum. Esto revela una obsesión cultural con la «autenticidad" que los fanáticos, los artistas y las corporaciones aprecian por encima de todo.

Tony Simon, un productor que había trabajado con Del Rey en 2009, la defendió contra las afirmaciones públicas de falta de autenticidad y las acusaciones de que ella era producto de su sello discográfico: «Para ser claros, todos los detractores dicen que ella es una inventada por -la estrella del pop de la máquina está llena de mierda. Si bien es imposible mantener las manos de las empresas fuera del pop cuando se crea una estrella del pop, las raíces de donde proviene todo esto están firmemente dentro de Lizzy Grant». Según las propias palabras de Del Rey, ella «nunca tuvo una personalidad. Nunca la necesitó. Nunca la tendrá».
En una entrevista de 2017, Del Rey declaró: «No me edité a mí misma [en Born to Die] cuando pude, porque mucho es así. Quiero decir, porque he cambiado mucho y un muchas de esas canciones, no es que no me relacione, pero [...] Muchas de ellas también es que estaba un poco nerviosa. Salí un poco nerviosa, y había muchas dualidades, muchas yuxtaposiciones en eso tal vez sentí que algo estaba un poco mal. Tal vez lo que estaba mal era que necesitaba un poco más de tiempo o algo así, y también mi camino era tan tortuoso solo para llegar a tener un primer disco. Siento que tuve que resolverlo todo por mí mismo. Cada movimiento fue solo una conjetura».

### Puntos de vista sociales
Habiendo sido etiquetada como antifeminista por múltiples fuentes, Del Rey declaró en 2014: «Para mí, el tema del feminismo simplemente no es un concepto interesante. Estoy más interesado en [...] SpaceX y Tesla, ¿qué va a pasar con nuestras posibilidades intergalácticas? Cada vez que la gente menciona el feminismo [...] realmente no estoy tan interesada». También dijo:

Para mí, una verdadera feminista es una mujer que hace exactamente lo que quiere. Si mi elección es, no sé, estar con muchos hombres, o si disfruto de una relación realmente física, no creo que sea necesariamente antifeminista. Para mí, el argumento del feminismo nunca debería haber entrado en escena. Porque no sé mucho sobre la historia del feminismo, por lo que no soy realmente una persona relevante para incluir en la conversación. Todo lo que estaba escribiendo era tan autobiográfico que realmente solo podía ser un análisis personal.

En 2017, Del Rey aclaró aún más su visión actualizada sobre el feminismo en una entrevista con Pitchfork:

Porque las cosas han cambiado culturalmente. Es más apropiado ahora que bajo la administración de Obama, donde al menos todos los que conocía se sentían seguros. Ha sido un hermoso momento. Estábamos en ascenso [...] Las mujeres comenzaron a sentirse menos seguras bajo la administración [de Trump] al instante. ¿Y si quitan Planned Parenthood? ¿Qué pasa si no podemos obtener control de la natalidad? Ahora, cuando la gente me hace esas preguntas, me siento un poco diferente [...]

Tras los casos de abuso sexual de Harvey Weinstein, expresó su apoyo al movimiento Me Too y se identificó como feminista. En 2020, expresó su apoyo a una tercera ola del feminismo.
En mayo de ese año, atrajo críticas por una publicación de Instagram en la que se defendía de las acusaciones de glorificar el abuso en parte al señalar una serie de otras artistas femeninas y sus éxitos con obras sobre «relaciones sexuales imperfectas». Del Rey respondió a las críticas de que la raza era el tema de su publicación diciendo que mencionó a los cantantes que hizo porque «[ama] a estos cantantes y [los conoce]». También aclaró que se refería a esos «que no se ven fuertes o necesariamente inteligentes, o como si tuvieran el control, etc.», cuando mencionó a personas «que se parecen [a ella]». Del Rey atrajo más críticas por publicar brevemente un video de saqueadores durante las protestas de George Floyd en mayo de 2020.
Del Rey ha criticado con frecuencia al expresidente de los Estados Unidos Donald Trump, a quien ha descrito como un narcisista y producto de una cultura de sociopatía, afirmando que su estado mental lo hace desprovisto de cualquier comprensión de a qué pueden conducir sus palabras y acciones. En enero de 2021, Del Rey incitó comentarios por afirmar que Trump «[no] sabía que estaba incitando a un motín» como resultado de sus «delirios de grandeza». Criticó a Kanye West en 2018 por su apoyo a Trump. Durante el primer año de la presidencia de Trump, Del Rey alegó que intentó usar brujería contra Trump. En noviembre de 2020, Del Rey honró la elección de Joe Biden como presidente de los Estados Unidos con una versión de «On Eagles' Wings».
Durante el lanzamiento de la portada de Chemtrails Over the Country Club en Instagram, Del Rey obtuvo una amplia cobertura de prensa al sugerir que sus amigos, que aparecían en la portada, eran «una hermosa mezcla de todo», diciendo que ella siempre había sido «inclusiva sin incluso intentándolo» a lo largo de su carrera. Del Rey elaboró, diciendo que sus amigos cercanos y novios habían sido «raperos» y se dirigió a sus críticos, diciendo que antes de que los comentaristas lo convirtieran en un «problema WOC/POC», ella «no era la que estaba asaltando la capital» y estaba «cambiando el mundo poniendo mi vida, mis pensamientos y mi amor ahí fuera». Posteriormente eliminó los comentarios. Luego de las críticas de los medios de comunicación, Del Rey tuiteó: «Una mujer todavía no puede enojarse, ¿verdad? Incluso cuando una mentalidad de mafia trata de *incitar*».

### Filantropía
A lo largo de los años, Del Rey ha apoyado múltiples causas y ha puesto a disposición varias grabaciones como ofrendas para ayudar a apoyar causas en las que cree. Su sencillo de 2019 «Looking for America» fue lanzado en respuesta a los tiroteos masivos del 3 al 4 de agosto de 2019 en Paso, Texas, y Dayton, Ohio, y todas las ganancias de la canción se destinaron a fondos de ayuda que beneficiaron a las víctimas de los tiroteos de agosto y del tiroteo en el Gilroy Garlic Festival del 28 de julio de 2019. En octubre de 2020, donó $350 000 de su libro Violet Bent Backwards over the Grass al proyecto Dig Deep Water para proporcionar agua potable a algunas de las comunidades más vulnerables de la Nación Navajo. Más tarde en diciembre, Del Rey lanzó una versión de «You'll Never Walk Alone» a beneficio de organizaciones benéficas apoyadas por la Fundación Liverpool F.C..
A principios de la década de 2000, Del Rey trabajó en un albergue para personas sin hogar y participó en labores humanitarias, incluida la construcción de viviendas en la Nación Navajo.

## Impacto

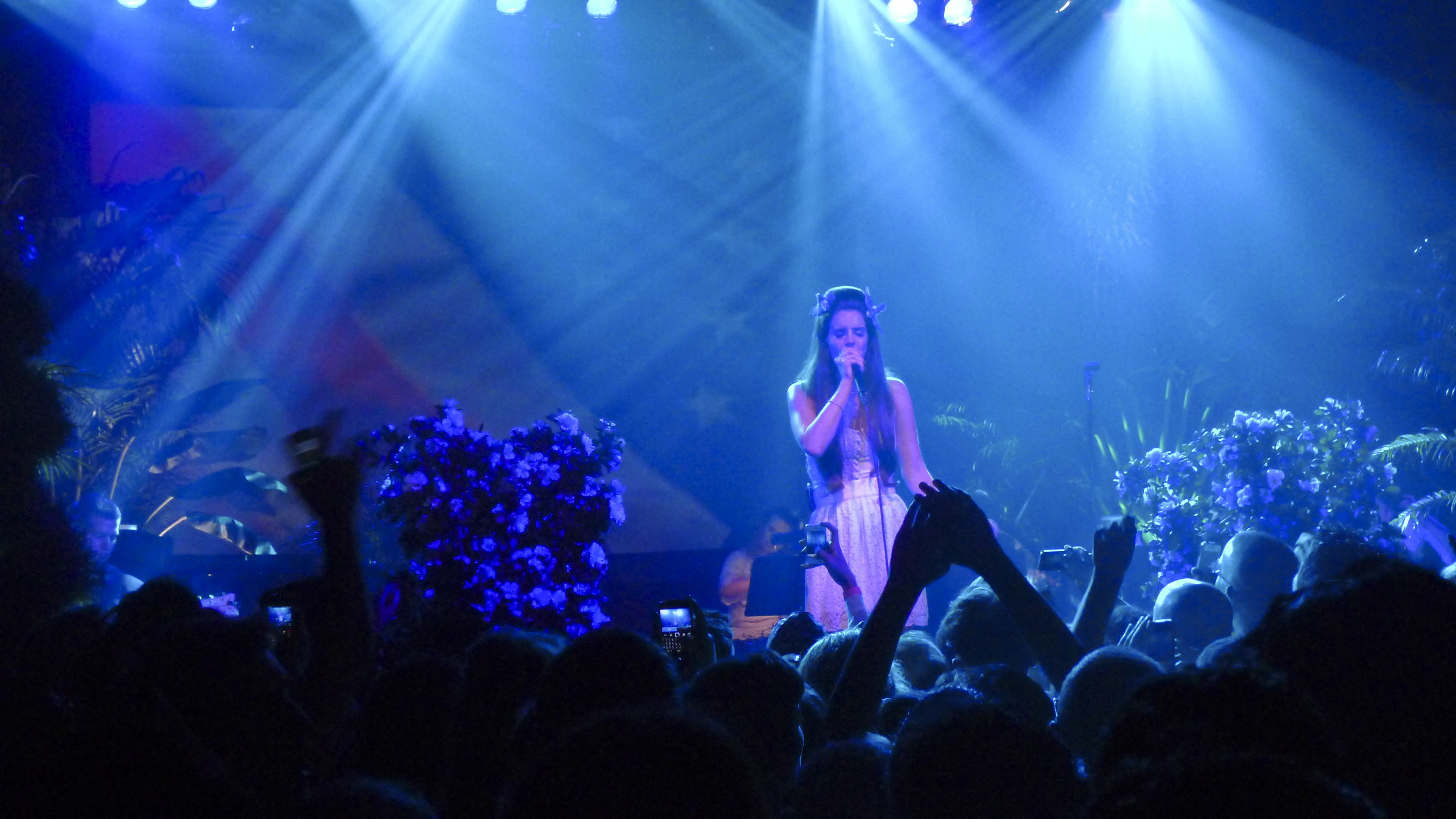
Del Rey actuando en 2012.

Del Rey ha sido mencionada como una influencia por varios artistas, incluidos Billie Eilish,The Weeknd,Melanie Martinez, Lauren Jauregui, Kevin Abstract, Maggie Lindemann, y XXXTentacion. Billboard acreditó a Born to Die por ser uno de los principales catalizadores del cambio del pop de mediados de la década de 2010 de la EDM descarada a una paleta más melancólica con inflexiones de hip-hop. La revista opinó que Del Rey es indispensable para la música popular de la década de 2010 y ha influido en artistas pop de tendencia alternativa como Halsey, Banks, Father John Misty, Sia, Miley Cyrus, Selena Gomez y Taylor Swift. En 2019, Billboard incluyó la canción de Del Rey «Born to Die» como una de las 100 canciones que definieron la década de 2010 y agregó que influyó en «un cambio sonoro que cambió por completo el panorama pop». The Washington Post incluyó a Del Rey como el único músico en su lista de «Década de influencia». Pitchfork la nombró una de las mejores compositoras vivas de Estados Unidos. The Guardian declaró que la propia «neblina femenina pura» de Del Rey era un «sello distintivo de las desafiantes estrellas pop femeninas del futuro». Sus páginas de YouTube y Vevo tienen vistas combinadas de más de cuatro mil millones. En el otoño de 2022, el Instituto Clive Davis de Música Grabada de la Universidad de Nueva York lanzó el curso «Temas de Música Grabada: Lana Del Rey» centrado en su musicalidad.

### En el género pop
En 2011, cuando los sencillos «Video Games» y «Blue Jeans» salieron a la luz la industria musical estadounidense abrió paso a una nueva artista que revolucionó el género pop acercándolo a parámetros más emocionales y depresivos, en palabras de Del Rey para Pitchfork en 2017: «Recuerdo que hace siete años, estaba intentando fichar por un sello musical y la gente me decía: ‘¿Estás vacilándome? ¿Estos temas? No hay nada de mercado para esto’. Durante mucho tiempo fue necesario cumplir los estereotipos del pop». Sin embargo, un año después, en 2012, lanza Born to Die con un estilo vintage influenciado por géneros como el hip-hop, electrónica y baladas orquestales cuyo éxito e impacto lo llevan a ser considerado el más influyente de la década de 2010, Además, en la actualidad ha acumulado más de 400 semanas en la lista del Billboard 200, siendo el debut femenino más escuchado en toda la historia. Inclusive ha repercutido en artistas como Miley Cyrus y Taylor Swift, esta última ha reconocido que Born to Die, y en especial, el estilo musical de Del Rey han sido una gran inspiración, llegando a considerarla una de sus compositoras favoritas.

### En el género alternativo
El papel de Lana Del Rey durante la era Born to Die fue de mucha influencia para que su trabajo y estilo la llevaran a ser catalogada como una intérprete del género alternativo, que en esos años era representado por artistas como Björk o Fiona Apple. Sin embargo, tras el lanzamiento de Ultraviolence, Lana fue ganando reconocimiento dentro de este género, y su importancia dentro del mismo a través de los años y una considerable discografía la ha llevado a ser nombrada la «mejor artista alternativa de la historia».
Del Rey se ha convertido en una figura que abrió paso a artistas jóvenes como Billie Eilish enfocada dentro del pop alternativo.

## Vida privada

### Alcoholismo
Lana Del Rey declaró que sufrió de una dependencia al alcohol a una temprana edad, pero que desde 2004, logró superar esa dependencia. En septiembre de 2012, explicó en la revista GQ:

Bebía mucho entonces. Bebía todos los días. Bebía sola. Pensaba que el hecho de hacerlo era genial. Una gran parte de lo que escribí en Born to Die es sobre estos años salvajes. Cuando escribo sobre lo que he perdido, siento como que estoy escribiendo sobre el alcohol, porque ese fue el primer amor de mi vida. Mis padres estaban preocupados, yo estaba preocupada. Sabía que era un problema cuando me gustaba mucho más de lo que le gusta a cualquier otra persona. Me decía a mí misma: «Estoy jodida. Totalmente jodida». Al principio, estás bien y piensas que tienes un lado oscuro —es emocionante— y entonces te das cuenta de que el lado oscuro gana cada vez que tú decides entregarte a él. Es también una manera totalmente diferente de vivir cuando sabes eso… una especie diferente de persona. Ha sido lo peor que me ha pasado.

Durante su estancia en la Ciudad de Nueva York, ayudó a personas a conseguir su número de seguro social y visitó centros de rehabilitación para alcohólicos. 

### Tatuajes y supuestas operaciones estéticas
Del Rey tiene varios tatuajes: en su mano izquierda una «M» en referencia a su abuela Madeleine, la palabra «paradise» («paraíso», en español), en la derecha la frase «trust no one» («no confíes en nadie», en español) y en el dedo anular derecho la frase «die young» («muere joven», en español).
Se especula que Del Rey se habría operado la nariz (rinoplastia) durante el año 2008. También se puede decir que hubo un aumento de labios antes de su debut como cantautora.

### Patriotismo
Se considera a sí misma como una patriota y describe a su país como «su mayor inspiración»; hace referencia al sueño americano en muchas de sus canciones, además de expresar una gran admiración por figuras simbólicas de la cultura contemporánea de los Estados Unidos como Elvis Presley, Jim Morrison, Marilyn Monroe, John F. Kennedy, Audrey Hepburn y la cantante estadounidense Britney Spears.

### Controversia con Radiohead
La banda inglesa Radiohead denunció a Lana Del Rey de plagiar su popular éxito «Creep» del disco Pablo Honey de 1993, mientras que la cantante estadounidense insistió en señalar que su tema «Get Free» de su álbum Lust for Life se inspiró en el éxito noventero de la banda liderada por Thom Yorke. La propia Del Rey aseguró que Radiohead no emprendió acciones legales en su contra y que ella, por su lado,no les propuso llegar a un acuerdo. Sin embargo, la editora de Radiohead no desmintió que Radiohead no haya demandado a Lana del Rey.
Del Rey comentó en su Twitter: «Mi canción no era inspirada por «Creep», Radiohead siente que sí lo fue y quiere el 100% del crédito. Ofrecí hasta 40% en los últimos meses, pero solo aceptan el 100%. Sus abogados han sido implacables, así tratamos con él en la corte». La cantante comentó durante su tour tiempo después: «Ahora que ese proceso finalizó, creo que al fin voy a poder cantar esa canción cuando yo quiera».

### Retiro de las redes sociales y la reaparición deHoneymoon
El 11 de septiembre de 2021, Del Rey anunció en su cuenta oficial de Instagram a través de un video que se tomaría un descanso indefinido de las redes sociales, por lo tanto, desactivaría todas sus cuentas oficiales. Entre las razones, explica: «hago esto simplemente porque tengo muchos intereses y otros trabajos que estoy haciendo que requieren privacidad y transparencia». A pesar de la decisión dejó en claro a sus seguidores que continuará haciendo música y poesía, añadiendo: «Sigo estando muy presente y amo lo que hago».Sin embargo, la única cuenta oficial de Lana Del Rey que se mantiene activa es en Facebook, la cual está bajo uso de su equipo y se usa solo para fines de promoción. 
Posterior al lanzamiento del álbum Blue Banisters en octubre de 2021, Del Rey comenzó a hacer uso en Instagram del pseudónimo Honeymoon a través de una cuenta privada que se mantenía inactiva desde 2017, dicha cuenta se mantuvo en modo privada y en algunas ocasiones en modo pública, y hasta la fecha la artista la usa como medio de comunicación con sus seguidores. Actualmente, debido a la alta popularidad de la artista, la cuenta de Honeymoon ha sido verificada y se mantiene pública. 

### Boda
El 27 de septiembre de 2024 se anunció su boda con el guía turístico de caimanes Jeremy Dufrene.

## Discografía

### Álbumes
- 2006: Sirens (retirado)
- 2010: Lana Del Ray A.K.A. Lizzy Grant (retirado)
- 2012: Born to Die
- 2012: Born to Die - The Paradise Edition (reedición de Born to Die)
- 2014: Ultraviolence
- 2015: Honeymoon
- 2017: Lust For Life
- 2019: Norman Fucking Rockwell!
- 2020: Violet Bent Backwards over the Grass (audiolibro)
- 2021: Chemtrails Over The Country Club
- 2021: Blue Banisters
- 2023: Did You Know That There's a Tunnel Under Ocean Blvd
- 2025: The Right Person Will Stay

EPs
- 2005: From the End (inédito)
- 2005: Young Like Me (inédito)
- 2007: No Kung Fu (inédito)
- 2008: Kill Kill (retirado)
- 2012: Lana Del Rey
- 2012: Paradise
- 2013: Tropico

⠀

## Giras musicales
- Born to Die Tour (2012-2013)
- Paradise Tour (2013-2014)
- The Endless Summer Tour (2015)
- LA to the Moon Tour (2018)
- The Norman Fucking Rockwell Tour (2019)
- Conciertos de Lana Del Rey en 2023-2025

## Premios y nominaciones
Del Rey ha recibido muchos premios, incluidos 2 Premios Brit, 2 MTV Europe Music Awards, un Premio Satellite y 9 GAFFA Awards. Además de esos elogios, también ha sido nominada a 11 premios Grammy y 1 Globo de Oro.